# Cuisine de Guam
La cuisine de Guam rassemble les pratiques culinaires d'un territoire insulaire américain situé dans l'océan Pacifique, non loin du Japon et des Philippines. 
La cuisine guaméennne offre un mélange original de saveurs façonnées par son histoire et sa géographie. Les traditions culinaires locales chamorros rencontrent l'influence durable de la colonisation espagnole, créant ainsi une mosaïque culinaire riche en saveurs et en culture. Les Espagnols ont apporté le maïs, les tomates et les poivrons, qui se sont rapidement mêlés aux ingrédients locaux tels que le fruit à pain, la papaye et le taro. La position de l'île dans le Pacifique a également attiré d'autres influences asiatiques et américaines, diversifiant encore sa gastronomie. Amalgamant plusieurs techniques culinaires telles que la cuisson à l'étouffée espagnole et des grillades traditionnelles pour créer des saveurs uniques au monde, la cuisine guaméenne se concocte à base d'ingrédients intemporels : fruits de mer, taro et noix de coco. 
Des fêtes étant organisées dans les diverses parties de l'île pour les différentes occasions de la vie communautaire, la nourriture locale y apparaît comme un facteur de cohésion, occupant une place importante dans la culture chamorro. Les recettes traditionnelles de Guam se transmettent souvent de génération en génération, façonnées par les préférences de chaque famille, ce qui explique les nombreuses variantes d'un même plat. 

## Ingrédients
L'océan Pacifique environnant offre une abondance de poissons et autres créatures marines, essentiels à l'alimentation locale. Le taro, légume-racine polyvalent, est vénéré comme une culture fiable pour son symbolisme culturel, reliant les Guamiens à leurs pratiques ancestrales. La noix de coco, quant à elle, est un ingrédient omniprésent, utilisé sous diverses formes – lait, huile et chair râpée – pour rehausser les saveurs d'innombrables plats, sucrés comme salés. Les produits locaux comme le fruit acidulé « da'ok », le piment « pika » nutritif et l'onctueux « abas » contribuent à la palette de saveurs de l'île.

## Techniques de cuisson

### Le barbecue
À Guam, le barbecue représente bien plus qu'une simple méthode de cuisson : il fait partie intégrante du tissu social de l'île. À l'aide d'un gril à flamme nue, appelé localement « tunu », les Guamais cuisent les viandes avec brio jusqu'à obtenir une perfection succulente, leur conférant un goût fumé que seuls le bois ou la noix de coco peuvent procurer. Des succulentes côtes de porc au poulet mariné, les marinades à base de soja et les épices locales rehaussent les saveurs du barbecue. Cette activité communautaire se transforme en un moment convivial où l'on partage des histoires et des rires, renforçant ainsi le rôle du barbecue comme élément central de la cuisine guamanienne, forgeant et célébrant les liens au sein de la communauté.

### La cuisson au feu ouvert et au four en terre cuite
La technique ancestrale du feu ouvert et du four en terre cuite, ou « umus », ancre la cuisine guamanienne dans la tradition et les éléments primaires. Ces méthodes permettent non seulement de cuire, mais aussi de fumer et de conserver les aliments, comme les feuilles de taro et le poisson farci à la banane, pour une saveur riche et intense. La cuisson lente et à basse température des fours en terre cuite attendrit les morceaux de viande les plus coriaces, les enveloppant d'une essence terreuse. Ce style de cuisson a un double objectif : honorer le passé, perpétuer les pratiques culinaires ancestrales, et valoriser les saveurs naturelles des ingrédients locaux, témoignant ainsi de l'harmonie entre la cuisine guaméen et son environnement.

## Plats de spécialités

### Le riz rouge
Le riz rouge, ou « Hineksa’ Agåga », est un incontournable des festivités guaméennes. Ce plat vibrant doit sa couleur distinctive aux graines de rocou, symbole des couchers de soleil flamboyants de l’île. Sa saveur prononcée, souvent relevée par l’ail et l’oignon, en fait un compagnon apprécié des viandes et fruits de mer grillés. 

### Le poulet Kelaguen
Le poulet Kelaguen est un plat qui exhale le zeste d’agrumes et la chaleur des épices de l’île. Après avoir été finement haché, le poulet est mariné dans un mélange de jus de citron, de noix de coco fraîchement râpée et de piments forts, qui lui confère une saveur acidulée et une subtile touche piquante. Servi froid, ce plat offre un contraste rafraîchissant avec le climat chaud et humide, ce qui en fait un incontournable des réunions de famille et des occasions festives.

### Les empanadas
Les empanadas illustrent l'influence espagnole transposée dans les saveurs guamaniennes. Ces pâtisseries à la croûte tendre et dorée enrobent une garniture généreuse, généralement composée de poulet ou de bœuf haché, mélangé à du rocou pour sa teinte rouge caractéristique, et agrémentée de la fécule de maïs ou de bananes vertes râpées.

### Le Kadon Pika
Le Kadon Pika, un ragoût de poulet mijoté épicé, est arrosé d'une sauce riche et relevée à base de sauce soja, de vinaigre, de piments forts et d'une multitude d'autres assaisonnements. Il met souvent en valeur les « donne’ sali », piments boonie locaux réputés pour leur piquant. Généralement servi sur du riz blanc ou rouge fumant, le Kadon Pika est apprécié pour sa profondeur de saveur et sa capacité à enflammer les papilles.